# Granterath
Granterath ist ein Dorf im südlichen Stadtgebiet von Erkelenz (Kreis Heinsberg) im Bundesland Nordrhein-Westfalen. Seit 1972 bildet es einen Stadtteil von Erkelenz.

## Geographie
Granterath liegt am Rand der Erkelenzer Börde. Südwestlich beginnt die Baaler Riedellandschaft. Im Süden des Dorfes liegt ein Waldgebiet auf Pseudogley, staunassen Böden.

### Lage
Im Norden liegen zwischen Granterath und Erkelenz die Weiler Genehen, Commerden und Scheidt. Im Osten liegt Tenholt, im Süden Baal, das schon zur Gemeinde Hückelhoven gehört und im Westen liegt Hetzerath. Im Nordwesten befindet sich das ehemalige Kloster Haus Hohenbusch.

### Siedlungsform
Um 1820 war Granterath noch ein Straßendorf.

## Geschichte

### Ortsgeschichte
Granterath wurde 1118 zum ersten Mal in einer Urkunde von Graf Gerhard II. (Geldern) erwähnt, in der er der Wassenberger Kirche ein Allod, ein Besitztum in grantenrothe schenkte.
Im Mittelalter und in der Frühen Neuzeit gehörte Granterath zum Amt Wassenberg im Herzogtum Jülich. Nördlich des Dorfes verlief die Grenze zum geldrischen Erkelenz.
Von 1794 bis 1815 besetzte Frankreich das Rheinland und somit auch Granterath.
1815 gelangte der Ort zu Preußen und wurde der Bürgermeisterei Doveren zugeschlagen.
Am 1. Oktober 1935 wurden die Gemeinden Hetzerath und Granterath zusammengeschlossen und wurden Teil des neuen Amtes Baal.
Im Zweiten Weltkrieg nahmen amerikanische Soldaten des 334. Regiments der 84. Infanterie-Division der 9. US-Armee am 25. Februar 1945 das Dorf im Zuge der Operation Grenade nach der Überquerung der Rur ein.
Am 1. Januar 1972 wurde Granterath in die Stadt Erkelenz eingegliedert.
In den Jahren 2005/06 entstand ein neues Baugebiet im Osten der Ortschaft.

### Ortsname
Bei dem Ortsnamen mit seiner Endung auf „rath“ handelt es sich um einen Rodungsnamen. Granterath wurde im 9. bis 11. Jahrhundert gegründet, indem der Wald für eine Siedlung gerodet wurde. Der erste Teil „Gran(ter)“ lasst auf Kies oder Geröll schließen.

### Religion

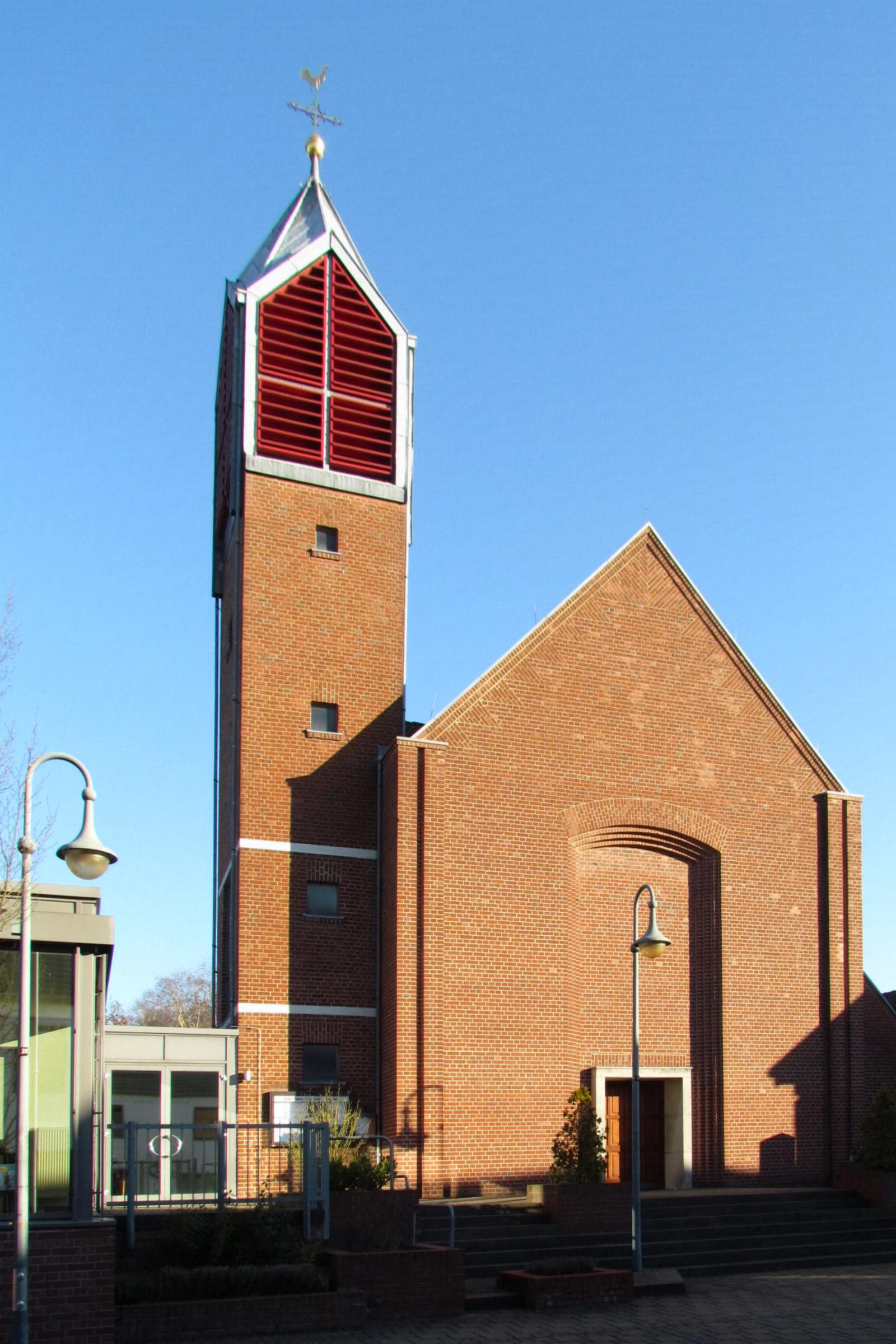
Kirche St. Michael

Die Bevölkerung ist mehrheitlich katholisch.
Am 25. Oktober 1864 wurde die Kirche St. Michael eingeweiht, gleichzeitig wurde eine Pfarrei eingerichtet. Vorher hatte Granterath jahrhundertelang zur Pfarre Doveren gehört.
1956 wurde ein neuer Kirchturm erbaut. 1957 wurde die Kirche um ein Seitenschiff erweitert.
Am 1. Juni 1962 wurden die kleinen Ortschaften Scheidt, Commerden und Genehen in die Pfarrei Granterath umgepfarrt.
Am 1. Januar 2010 wurde die Kirchengemeinde mit zehn anderen Kirchengemeinden zur Pfarrgemeinde St. Maria und Elisabeth Erkelenz zusammengeschlossen.
Die Gemeinde Gottes hat im Ort eine Kirche erbaut, die Gemeindemitglieder stammen aus den näher und weiter entfernt liegenden Orten.

## Kultur und Sehenswürdigkeiten

### Skulpturen
- Der Brunnen mit den Motiven Kind und Katze wurde von der Erkelenzer Künstlerin Ursula Klügel gestaltet.
- Das St.-Michael-Relief wurde 1990 am 125-jährigen Stiftungsfest der Pfarrkirche eingeweiht.

### Regelmäßige Veranstaltungen
- Im Erkelenzer Land ist das Dorf bekannt für seinen Karnevalsumzug, der schon samstags stattfindet. Durchgeführt wird er von der Vereinsgemeinschaft.

### Vereine
- Brieftaubenzuchtverein „Luftpost“ Granterath
- Kirchenchor „Cäcilia“ Tenholt/Granterath
- Musikverein Granterath e. V.
- Verein für Rasensport (VfR) Granterath 1919 e. V.
- Vereinsgemeinschaft 1977 Granterath
- Verein für Umwelt und Naturschutz Granterath e. V.
- Turnverein 1910 Granterath e. V.

## Verkehrsanbindung
Im Westen verläuft die Bundesstraße 57 direkt am Ort vorbei. Im Norden befindet sich die Anschlussstelle Erkelenz Süd an der A 46. Im Osten liegt in einiger Entfernung die Bahnstrecke Aachen–Mönchengladbach in einer künstlichen Schlucht.
Die AVV-Buslinien 401 und 402 der WestVerkehr verbinden Granterath mit Erkelenz, Hückelhoven und Heinsberg.
Zudem verkehrt der Multi-Bus seit dem 9. Juni 2024 kreisweit erweitert und zu einheitlichen Bedienzeiten. Mehr Informationen gibt es bei WestVerkehr.
| Linie | Verlauf |
| ----- | --- |
| 401   | Erkelenz Bf – Erkelenz ZOB – Scheidt – Granterath – Hetzerath – Doveren – Hückelhoven – Schaufenberg – Ratheim – (Dremmen Bf –) Oberbruch – Grebben – Heinsberg Kreishaus – Heinsberg Busbf                                  |
| 402   | (Erkelenz ZOB → Erkelenz Süd →) / (Erkelenz Bf ← Erkelenz Süd ←) Granterath – Baal Kirche – Baal Bf – Doveren – Hückelhoven – Millich – Ratheim – Dremmen Bf – Oberbruch – Grebben – (Heinsberg Kreishaus –) Heinsberg Busbf |

## Infrastruktur
- Löschgruppe Granterath in der Freiwilligen Feuerwehr Erkelenz
- Städtischer Kindergarten Granterath
- Sportplatz mit Vereinsheim, Neubau in Eigenleistung
- Turnhalle

## Persönlichkeiten
- Paulus Antonius Simons (* 1750 in Granterath; † 1837 in Granterath), bis 1806 Prior im Zisterzienserkloster Grevenbroich.